# Осада Павии (489—490)
Осада Павии — военные действия 489 и 490 годов, ведшиеся правителем Италии Одоакром с целью овладеть захваченной остготами Теодориха Великого Павией. Осада завершилась безрезультатно, что позволило королю остготов возобновить захват владений Одоакра на Апеннинском полуострове. Эпизод остготского завоевания бывших владений Римской империи в Италии.

## Исторические источники
Об осаде Павии и связанных с ней событиях сообщается в нескольких раннесредневековых исторических источниках: «Старших Венских фастах», «Копенгагенском продолжении „Хроники“ Проспера Аквитанского», «Хронике» Кассиодора, хронике Анонима Валезия, «О происхождении и деяниях гетов» Иордана, «Войне с готами» Прокопия Кесарийского и «Церковной истории» Захарии Ритора.

## Предыстория
Освободившиеся от подчинения гуннам и утвердившиеся в качестве федератов во Фракии и Мёзии остготы неоднократно проявляли непокорность власти императоров Византии. Поэтому император Зинон предложил Теодориху Великому, наделённому должностями военного магистра и патриция, переселить остготов в Италию.
В 488 году остготы — от 20 000 до 30 000 воинов в сопровождении членов своих семей — двинулись из мест своего проживания и в августе 489 года перешли Альпы. В том же году в битве на реке Изонце и сражении при Вероне Теодорих Великий нанёс поражение Одоакру, вынудив правителя Италии отступить в Равенну. Не преследуя Одоакра, Теодорих Великий овладел Миланом. Здесь к нему прибыл епископ Павии Епифаний, передавший королю остготов власть над городом.
Во время успешных военных действий остготов к ним в плен попали некоторые из приближённых Одоакра, а военный магистр правителя Италии Туфа добровольно перешёл на службу к Теодориху Великому. Заручившись доверием правителя остготов, Туфа во главе отряда элитных воинов был направлен Теодорихом Великим в Равенну, которую король также надеялся без сопротивления подчинить. Однако в окрестностях Фаэнцы Туфа предал остготов и снова объявил себя подвластным Одоакру. Несколько тысяч бывших под его командованием остготов были пленены, а затем казнены. После этого Одоакр отвоевал у остготов Кремону и Милан. Теодорих Великий вместе с часть своих воинов укрылся в Павии (древнеримский Тицин), где его осадило войско правителя Италии. Эти события, ставшие первыми поражениями остготов в Италии, могли изменить ход войны между Одоакром и остготами.

## Ход осады
Точно неизвестно, почему именно Павия была выбрана Теодорихом Великим местом своей резиденции. Возможно, роль в этом сыграла хорошая укреплённость города, всё ещё сохранившего построенные во времена Римской империи стены, а также возможность снабжения осаждённых по реке Тичино на кораблях. Во время осады жители Павии испытывали огромные трудности, сосуществуя с тысячами остготов, занявших почти все городские здания. В этой ситуации Епифаний сотрудничал с Теодорихом Великим, сумев благодаря миролюбию короля поддержать бесконфликтное жительство римлян и варваров. Известно, что во время осады епископ поддерживал отношения не только с осаждёнными, но и с их противниками. В том числе, за счёт средств епархии он выкупил у Туфы попавших к тому в плен жителей Павии.
Скорее всего, воины Одоакра ограничились блокадой Павии с суши, в то время как Теодорих Великий предпочитал не вступать с ними в сражение. Есть свидетельства, что частые дожди очень досаждали осаждавшим.
Теодорих Великий провёл в Павии всю зиму 489/490 года. Всё это время он вёл активную дипломатическую деятельность, пытаясь убедить вмешаться в войну на его стороне правителей других варварских государств: в первую очередь, короля вестготов Алариха II. Эти действия были успешны и в начале 490 года к Павии из Галлии прибыло вестготское войско во главе с Аларихом II. При его приближении Одоакр был вынужден снять осаду.

## Последствия
После этого остготы Теодориха Великого смогли возобновить наступательные действия против Одоакра. Нанеся 11 августа 490 года итальянцам поражение в сражении на Адде, а затем осадив Одоакра в Равенне, в марте 493 года остготы одержали полную победу. В результате 15 марта Одоакр был собственноручно убит Теодорихом Великим, а власть над Апеннинским полуостровом перешла к королю остготов.
Вероятно, именно благодаря укреплённости Павии и благонадёжности её епископа Епифания, наряду с Равенной и Вероной Теодорих Великий сделал город одним из центров своих новых владений. Построенный в Павии по его повелению дворец ещё несколько веков был резиденцией итальянских правителей: сначала лангобардских королей, а затем Каролингов.